# متلازمة فرط التنفس
متلازمة فرط التنفس (HVS) وكذلك متلازمة فرط التنفس المزمن (CHVS) أو متلازمة الفشل الوظيفي التنفسي هي اضطرابات في الجهاز التنفسي، ذات أساس نفسي أو فسيولوجي، وتشمل التنفس بعمق جداً أو بسرعة جداً (فرط التنفس). ربما تتجلى متلازمة فرط التنفس بألم في القفص الصدري وإحساس بوخز خفيف في أطراف الأصابع وحول الفم (التنميل) وربما يرافق ذلك نوبة هلع.
ربما يشعر الأشخاص المصابون بمتلازمة فرط التنفس أنهم لا يستطيعون الحصول على ما يكفي من الهواء. في الواقع، لديهم تقريباً نفس الأوكسجين في الدم الشرياني (القيم الطبيعية هي حوالي 98% لتشبع خضاب الدم) وقليل جداً من ثاني أكسيد الكربون (نقص ثاني أكسيد الكربون في الدم) في الدم والأنسجة الأخرى. بينما يكون الأوكسجين غزيرا في مجرى الدم فإنّ متلازمة فرط التنفس تقلل التوصيل الفعال لهذا الأوكسجين إلى الأعضاء الحيوية بسبب تضييق الأوعية الدموية الناجم عن انخفاض ثاني أكسيد الكربون وتأثير بور(Bohr) المكبوت.
يعتبر الإفراط في التنفس عملية ذاتية، فالتنفس السريع يؤدي إلى انخفاض مستويات ثاني أكسيد الكربون إلى دون المستويات الصحية وتطور قُلاء الجهاز التنفسي (ارتفاع درجة الحموضة في الدم). هذا يجعل الأعراض أسوأ، مما يؤدي إلى تنفس الشخص بشكل أسرع والذي بدوره يفاقم المشكلة. تؤدي قُلاء الجهاز التنفسي إلى تغييرات في الطريقة التي يعمل بها الجهاز العصبي وتقود إلى حدوث التنميل والدوخة والتغيرات الإدراكية الحسية التي غالباً تصاحب هذه الحالة. ربما تكون هناك آليات أخرى في العمل، وبعض الناس أكثر حساسية من الناحية الفسيولوجية لهذه الظاهرة من غيرهم.

## الأسباب
يُعتقد أن متلازمة فرط التنفس تنجم عن عوامل نفسية، وبشكل واضح ليس لها سبب عضوي. أسباب فرط التنفس مع الآخرين تشمل العدوى وفقدان الدم والنوبات القلبية، نقص ثاني أكسيد الكربون في الدم أو القُلاء بسبب الاختلالات الكيميائية وانخفاض تدفق الدم في المخ وزيادة حساسية الأعصاب.
في إحدى الدراسات كان ثلث المرضى الذين يعانون من متلازمة فرط التنفس مصابين «بأمراض الرئة الحاذقة والحادة لكن المحددة» التي دفعتهم إلى التنفس بشكل متكرر أو عميق.
يعاني الكثير من الناس من اضطرابات الهلع أو الخوف من الأماكن المغلقة بالتالي سيعانون من متلازمة فرط التنفس. مع ذلك، فإن معظم المصابين بالمتلازمة لا يعانون من هذه الاضطرابات.

## التشخيص
متلازمة فرط التنفس سبب شائع بشكل ملحوظ لشكاوى الدوخة. يُشخص حوالي 25% من المرضى الذين يشتكون من الدوخة بمتلازمة فرط التنفس.
يوفر استبيان نايمغن (Nijmegen) التشخيصي تشخيصاً دقيقاً لفرط التنفس.

## العلاج
هناك نقص في الأدلة المؤيدة أو المعارضة لتمارين التنفس.
على الرغم من أن التدخل التقليدي للنوبة الحادة كان يتمثل في جعل المريض يتنفس داخل كيس ورقي، مما يؤدي إلى إعادة التنفس واستعادة مستويات ثاني أكسيد الكربون إلا أنه لا ينصح به. يمكن الحصول على نفس المزايا بأمان أكبر من التباطؤ المتعمد في معدل التنفس عن طريق العد أو النظر في اليد الثانية على الساعة. يشار إلى هذا أحياناً باسم «التنفس 7-11»، لأن الاستنشاق المعتدل يمتد إلى 7 ثوانٍ (أو المعدودات)، ويتباطأ الزفير لمدة 11 ثانية. يمكن خفض نسبة الشهيق/ الزفير بأمان إلى 4-12 أو حتى 4-20 وأكثر، حيث أن محتوى الأوكسجين في الدم سيعزز بسهولة وظيفة الخلية الطبيعية لعدة دقائق في الراحة عند استعادة حموضة الدم الطبيعية.
اُقترِح أيضاً أن علاجات التنفس مثل طريقة التنفس بوتيكو (Buteyko) ربما تكون فعالة في تقليل الأعراض وعودة المتلازمة.
يمكن وصف البنزوديازيبينات (Benzodiazepine) للحد من التوتر الذي يسبب متلازمة فرط التنفس. تستطيع مثبطات إعادة امتصاص السيروتونين الانتقائية (SSRIs) أن تقلل من شدة وتواتر نوبات فرط التنفس.

## التاريخ
العلاج التقليدي الأصلي للتنفس في كيس ورقي للسيطرة على متلازمة فرط التنفس ذات الأساس النفسي (المعروفة الآن تقريباً على مستوى العالم وغالباً ما تظهر في الأفلام والدراما التلفزيونية) اُخترع من قبل طبيب في مدينة نيويورك (أخصائي أشعة في وقت لاحق) ألكسندر وينتر، دكتوراه في الطب [1908-1978]، بناءً على تجاربه في الفيلق الطبي في الجيش الأمريكي خلال الحرب العالمية الثانية ونُشرت في مجلة الجمعية الطبية الأمريكية في عام 1951. نظراً لأن الحالات الطبية الأخرى يمكن الخلط بينها وبين فرط التنفس أي الربو والنوبات القلبية، تنصح معظم الدراسات الطبية بعدم استخدام كيس ورقي لأن هذه الحالات تزداد سوءاً عندما تزداد مستويات ثاني أكسيد الكربون.